# スペースX CRS-27
SpX-27としても知られるスペースX CRS-27は、2023年3月15日に打ち上げられた国際宇宙ステーション（ISS）への商業補給サービスミッション。このミッションはNASAによって契約され、スペースXがカーゴドラゴンC209を使用して飛行した。これは、NASAのCRSフェーズ2の下でスペースXが運行する7回目の飛行となった。

## カーゴドラゴン
スペースXはカーゴドラゴンを最大5回まで再利用する予定である。カーゴドラゴンは船内の宇宙飛行士を守るために必要なスーパー・ドラコ緊急脱出エンジン、座席、操縦装置および生命維持装置なしで打ち上げられた。ドラゴン2は、ドラゴン1に対して再改修時間を短縮して飛行間隔を短縮するなどの改良が加えられている。
NASAのCRSフェーズ2契約下での新しいカーゴドラゴンカプセルは、フロリダ州東方の大西洋に着水した。

## ペイロード
NASAはCRS-27ミッションのためにスペースXと契約を結んでおり、これに従ってカーゴドラゴンの主要ペイロード、打ち上げ日および軌道パラメーターを決定した。
- 科学調査： ~1,200 kg (2,600 lb)
- 宇宙船ハードウェア： ~540 kg (1,190 lb)
- 乗組員の補給物資： ~910 kg (2,010 lb)
- 船外活動装備： ~170 kg (370 lb)
- コンピューター資材： ~0 kg (0 lb)-30 kg (66 lb)
- 外部ペイロード： 530 kg (1,170 lb)

### STP-H9
以下のペイロードで構成される技術デモンストレーション： 
- SWELL（Space Wireless Energy Laser Link）、OPALS（英語版）に続くレーザー通信（英語版）の試験ペイロード。
- 電気推進静電分析器（英: Electric Propulsion Electrostatic Analyzer）、イオン推進による再ブーストを実証する試験装置。
- NRLの中性子放射検出器
- NRLの可変電圧イオン保護実験
- ECLIPSE（Experiment for Characterizing the Lower Ionosphere and Production of Sporadic-E）、下部電離層の特性とスポラディックEの生成のための実験
- Glowbug、NASAと共同で作られた宇宙線検出器、宇宙線を2年間研究する実験。
- SpaceCube Edge Node Intelligent Collaboration、ゴダード宇宙センターが作った、宇宙の真空に晒されたマイクロチップと人工知能を研究する実験。
- SOHIP、ローレンス・リバモア国立研究所が開発したハイパースペクトルカメラで、大気圏を2年間研究する。

## 研究
軌道実験室に到着した新しい実験は、将来の科学者や探査者に刺激を与え、研究者に貴重な洞察を提供した。
これらには、DLRのÜberflieger 2コンペティションの一環として、ISSで飛行し、実験を行う機会を与えられた学生プロジェクトも含まれている。以下のプロジェクトが含まれている：
- シュトゥットガルト大学小型衛星学生協会（KSat e.V.）のFARGO (Ferrofluid Application Research Goes Orbital、軌道での磁性流体応用研究）
- Glücksklee
- BRAINS（Biological Research using Artificial Intelligence for Neuroscience in Space、宇宙における神経科学のための人工知能を用いた生物学的研究）
- ADDONISS（Ageing and Degenerative Diseases of Neurons on the ISS、ISSでのニューロンの老化と変性疾患）

欧州宇宙機関（ESA）の研究と活動：
- ESAのBIOFILMS（Biofilm Inhibition On Flight equipment and on board the ISS using microbiologically Lethal Metal Surfaces、微生物学的に致命的な金属表面を使用した飛行中およびISS内でのバイオフィルム阻害）実験では、重力が変化した宇宙飛行条件下での様々な金属表面の最近バイオフィルム形成と抗菌特性を調査している。

NASAグレン研究センターの研究：
Materials International Space Station Experiment MISSE-17:
- 宇宙での組み立て用のビトリマー類（英語版）可逆接着剤

## CubeSats
このミッションでは複数のCubeSatが計画されている：
NEUDOSE
マクマスター学際衛星チームによるNEUtron DOSimetry & Exploration（NEUDOSE、中性子線量測定と探査）ミッションは、地球低軌道（LEO）ミッション中に荷電粒子と中性粒子が人間の等価線量にどのように寄与するかを調査することにより、宇宙放射線への長期被ばくに関する理解を深めることを目的としている。NUEDOSEは、マクマスター大学の学生が組み立てた2U CubeSatである。このプロジェクトの科学的なゴールは以下の通り：
- リアルタイムで荷電粒子と中性粒子からの線量の識別を可能にする、荷電粒子と中性粒子組織等価比例カウンター（Charged & Neutral Particle Tisshue Equivalent Proportional Counter、CNP-TEPC）装置のデモを行う。
- 低軌道における荷電粒子線量率と中性粒子線量率の寄与をマッピングする。

ミッションの目的には、キャリアの浅い科学および工学の学生に貴重なリーダーシップ、技術および飛行プロジェクト開発スキルを与えることも含まれる。さらに、NEUDOSEミッションはアマチュア無線従事者と特製ハードウェアの開発に関与している。
Northern SPIRIT
3機のCubeSat衛星が、革新的な研究と統合訓練のための北方宇宙計画（Northern Space Program for Innovative Research and Integrated Training、Northern SPIRIT) の一環として建造された。これらのCubeSatは、ユーコン大学、ノースウェスト準州にあるオーロラ研究所およびアルバータ大学の協業として建造された。このイニシアティヴはカナダCubeSatプロジェクト、Canadian CubeSat Project（CCP）の一環としてカナダ宇宙庁（CSA）によってサポートされている。以下の内容に加えて、3つの衛星はすべて電離層の磁場データを収集し、小規模な磁場に沿った電流を研究すること主な目的としている。
- Ex-Alta 2：アルバータ大学の学生組織AlbertaSatの学生が組み立てた3U ubeSat。Ex-Alta 2の優先ミッションは山火事研究および予防のための科学データの取得である。それに加えて、Ex-Alta 2は完全にオープンソースのキューブ衛星の長期目標の促進と、アルバータ州の商業宇宙産業の開発を促進するために設計された[18]。
- AuroraSATおよびYukonSat：オーロラ研究所とユーコン大学の学生が、各CubeSatのバスを提供し、ペイロードの最終統合を行ったアルバータ大学と協力して開発した2U CubeSat。2つの主要ミッションのうちの1つは、ノーザン・イメージ・ミッションで、このミッションでは、小さな画面にアートを表示し、背景に地球を持つ宇宙からこのアートの画像を取得する。カナダ北部の子供たちは、自分たちの作品を紹介する機会を得ることができる。ノーザン・ヴォイシズ・ミッションでは、カナダ北部の物語や視点の録音を、アマチュア無線帯を通じて世界中に伝送・放送する[19]。

ELaNa 50
このELaNa（en:Educational Launch of Nanosatellites、ナノサテライトの教育的打ち上げ）イニシアチブの新しい版では、アメリカの教育機関から2つのCubeSatが含まれる。
- ARKSat-1：アーカンソー大学の学生によって開発された1U CubeSatで、主なミッションは軌道上からのLED信号の地上検出による大気測定を行うことである。また、ミッション終了後、キューブサットは固体状のインフレータブルバルーン（SSIB）を使用して、宇宙船の抵抗を増加させ、再突入を加速させる。
- LightCube：アリゾナ州立大学の学生によって開発された1U CubeSatで、地上から見える短い点滅光を生成するために、アマチュア無線を用いてリモートで活性化できる点滅光源を搭載している。